# آیوانهو (فیلم ۱۹۱۳ آمریکا)
«آیوانهو» (انگلیسی: Ivanhoe (1913 U.S. film)) فیلمی در ژانر رمانتیک به کارگردانی هربرت برنون است که در سال ۱۹۱۳ منتشر شد. از بازیگران آن می‌توان به هربرت برنون، موریس نورمن، و لیه بیرد اشاره کرد.